# Formaggini di Montevecchia
I formaggini di Montevecchia (in dialetto: Furmagétt de Muntavégia) sono un formaggio di latte vaccino pastorizzato, tipico del paese di Montevecchia.
E riconosciuto come PAT.

## Produzione
I formaggini vengono prodotti aggiungendo caglio al latte e lasciandolo riposare per 24 ore a temperatura ambiente, facendolo così cagliare. La cagliata ottenuta viene poi fatta sgrondare in apposite fuscelle (dette faciröl in dialetto locale). Sono prodotti senza l'uso di additivi, conservanti e coloranti.

## Aspetto e gusto
I formaggini si presentano di dimensioni ridotte, di forma rotonda e di colore bianco. Essendo freschi, i formaggini hanno una consistenza cremosa ed un gusto delicato con un retrogusto leggermente acidulo.